# Sandbienen
Die Sandbienen (Andrena) bilden eine sehr große Gattung innerhalb der Bienen (Apiformes). Weltweit gehören mehr als 1.700 Arten zu der Gattung Andrena. Sie kommen vor allem in den nördlichen Kontinenten vor.
Sandbienen sind solitär lebende, Pollen sammelnde und nestbauende Bienen.

## Merkmale

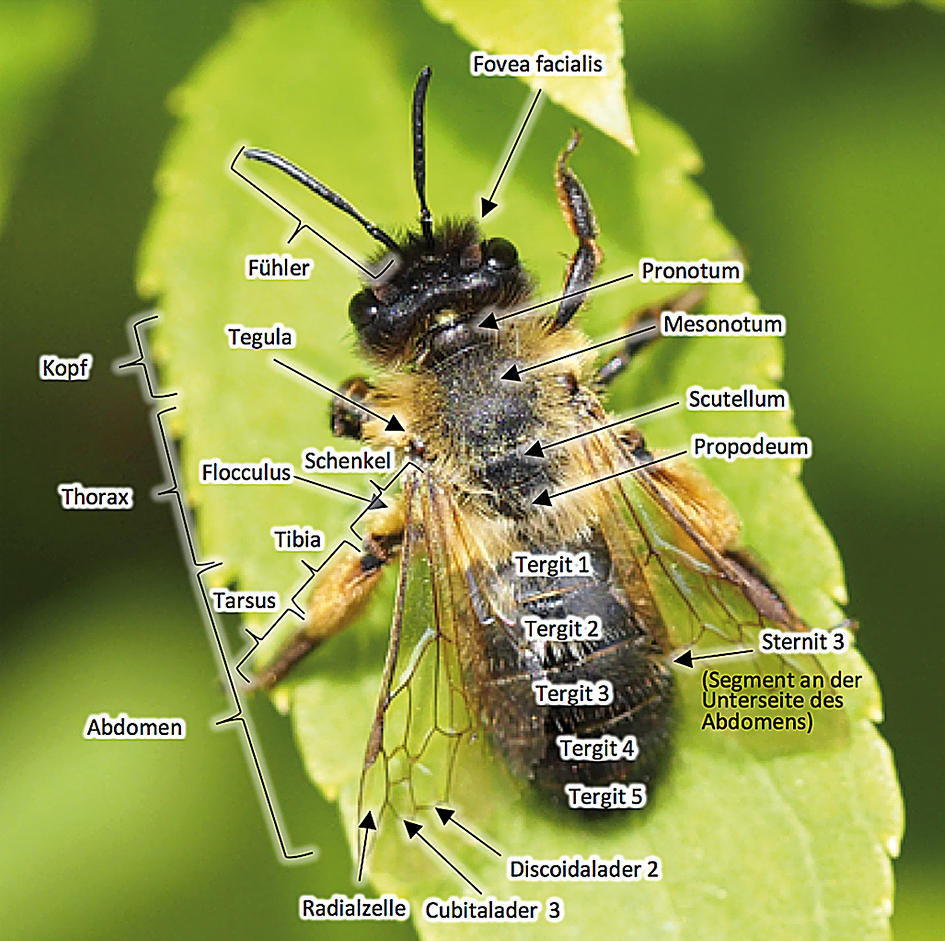
Bau einer Sandbiene mit Beschriftung der Körperteile

Die Sandbienen sind etwa 5 bis 18 Millimeter lang. Sie haben eine schwarze, schwarz-rote oder selten metallisch glänzende Grundfarbe. Sie sind pelzig bis spärlich behaart und tragen oft helle Haarbinden auf dem Hinterleib. Man zählt die Sandbienen zu den beinsammelnden Bienen, weil sie den Pollen mit einer Haarbürste an ihren Beinen (Hinterschiene) einsammeln. Außerdem haben die Weibchen eine Haarlocke an der Unterseite der Hinterschenkel (sog. „Flocculus“) und meistens ein „Körbchen“ an den Seiten des Mittelsegmentes. Die Weibchen haben im Gesicht eine samtartig behaarte flache Grube neben den Augen, die sogenannte Fovea facialis, die je nach Art unterschiedlich ausgeprägt ist. Männchen haben oft ein hell geflecktes Gesicht. Im Vorderflügel sind drei Cubitalzellen, von denen die erste am größten, die mittlere am kleinsten ist. Lediglich A. lagopus hat nur zwei Cubitalzellen. Wie bei fast allen Bienen haben die Männchen Fühler mit 13, die Weibchen mit 12 Gliedern.
Viele Arten können nur von Spezialisten genau bestimmt werden, nur wenige sind auch für Laien eindeutig zu erkennen. Auch die Mehrzahl der in Deutschland vorkommenden Arten kann nur in präpariertem Zustand mit Hilfe eines Stereomikroskopes und oft sogar nur mit Vergleichsmaterial bestimmt werden.

## Lebensraum
Die meisten Arten lieben trockene und warme Biotope, sie sind typischerweise Offenlandarten und leben in Magerrasen, Ruderalflächen und Brachland. Viele Arten kommen in aufgelassenen Sand- oder Kiesgruben oder an reich strukturierten Waldrändern vor. Viele Arten sind oft in Gärten, Parks und an Wegen zu finden (z. B. A. bicolor, A. fulva, A. gravida, A. haemorrhoa und A. nigroaenea).

## Verbreitung
Sandbienen kommen vor allem in den nördlichen Kontinenten vor. In der Nearktis, südlich bis Panama wurden bis 2005 insgesamt 522 Arten beschrieben, in der Paläarktis 949, sowie in Afrika südlich der Sahara 8 Arten. In Mitteleuropa kommen etwa 170 Sandbienenarten vor. Aus Deutschland sind ca. 130 Arten bekannt. Nur drei Arten kommen sowohl in der Paläarktis als auch in der Holarktis vor: Andrena barbilabris, Andrena clarkella und Andrena wilkella. In Australien ist die Gattung nicht vertreten.

## Nistweise
Sandbienen nisten endogäisch, also in der Erde und bevorzugen als Nistplatz mehr oder weniger vegetationsarme Stellen auf lehm- löss- oder sandhaltigen Böden, weswegen sie Sandbienen oder gelegentlich auch Erdbienen genannt werden. In der Regel baut und versorgt ein Weibchen sein Nest alleine. Es gibt Arten, die völlig vegetationsfreie Stellen als Nistplatz suchen (unter anderem A. argentata, A. barbilabris und A. vaga). Andrena hattorfiana hingegen nistet bevorzugt unter Pflanzenrosetten, während die Nester von A. cineraria oft in Parkrasen zu finden sind.
Manche Arten bilden dabei sogenannte Nestaggregationen (A. cineraria, A. vaga, A. nycthemera, A. fulva), bei denen viele Nester derselben Art nahe nebeneinander errichtet werden. Manche Nestaggregationen können mehrere tausend Nester umfassen. Von A. fulva wurden Nestaggregationen auf Parkrasen und in den Fugen von Pflastersteinen beschrieben.
Während fast alle Sandbienen solitär leben (d. h. ein Weibchen versorgt ein oder mehrere Nester stets alleine), gibt es einige kommunale Arten, bei denen mehrere Weibchen gemeinsam ein Nest nutzen (Andrena scotica, A. ferox und A. agilissima).

## Verhaltensweisen

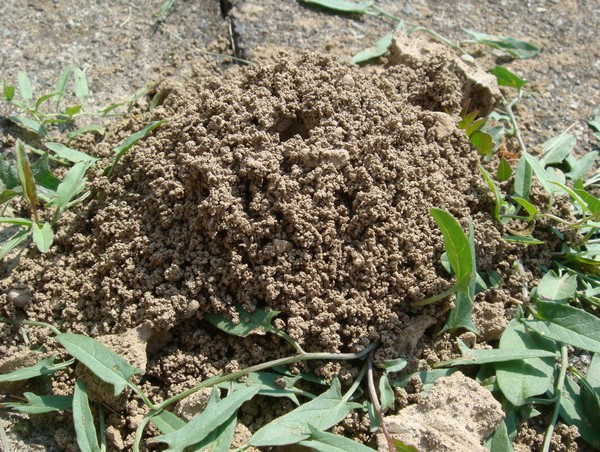
Eingang zum Nest einer Sandbiene

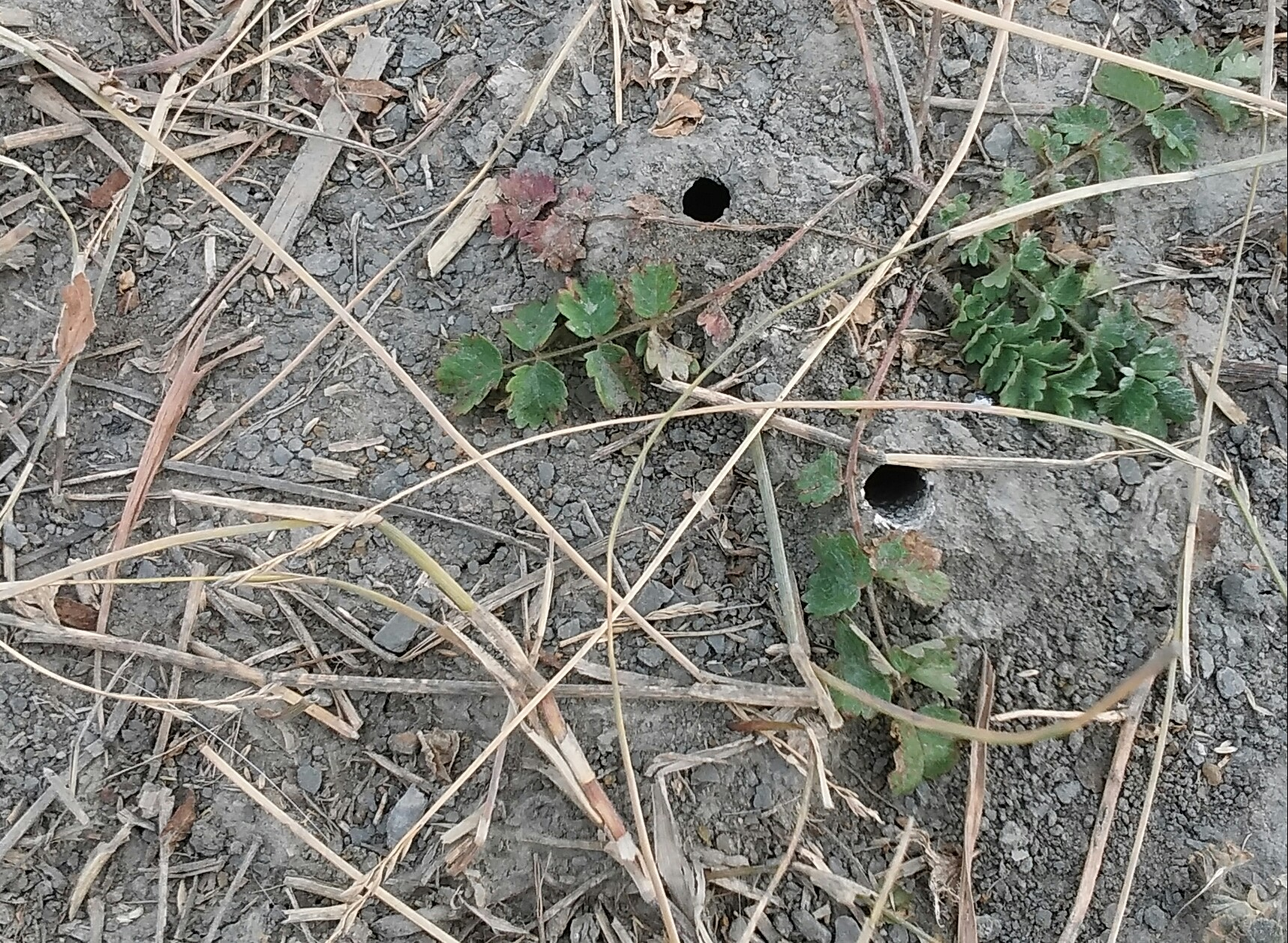
Harter Lehmboden mit zwei Sandbienen-Nestern

### Verhalten der Männchen und Kopulationen
Die Männchen schlüpfen oft etwas früher als die Weibchen und suchen dann aktiv im Bereich der Nistplätze nach paarungsbereiten Weibchen. Dabei patrouillieren sie teilweise auf festgelegten Flugbahnen oder um die Nesteingänge. Teilweise sind die Routen, die die Männchen fliegen, mit Duftmarken gezeichnet. Die Paarung findet meistens am Boden oder in der Nähe der Nistplätze an Blüten statt. A. curvungula und A. pandellei paaren sich häufig in den Blüten von Glockenblumen (die Weibchen sammeln vor allem den Pollen der Glockenblumen). Begattete Weibchen wehren weitere Paarungsversuche in der Regel ab.

### Nestbau und Pollensammeln
Nach der Paarung graben die Weibchen 5–60 cm tiefe Gänge in den Boden, gelegentlich werden auch alte Nestbauten genutzt. Das herausgetragene Erdreich ist durch den Speichel in ca. 1–4 mm kleine Klümpchen gebunden und wird lose um den Nesteingang angehäuft. Dabei passiert es oft, dass durch den Anflug einer Biene Erdteilchen wieder in den Bau zurückrollen, die anschließend wieder herausgeschoben werden müssen. Ein Regenschauer kommt den Bienen dabei sehr gelegen, denn das durch die Nässe vermengte Speichel-/Bodengemisch härtet beim Trocknen aus und bildet einen sicheren und stabilen Eingang zum Bau. Die Nester haben Seitengänge und enden stets in Brutzellen. In die Brutzellen werden Pollen und Nektar als Nahrungsgrundlage für die Larven gelegt und darauf je ein Ei gelegt.
Die aus den Eiern schlüpfenden Larven verzehren den Nahrungsvorrat, um sich schließlich nach wenigen Wochen zu verpuppen. Im späten Sommer schlüpfen dann die erwachsenen Bienen, bleiben aber bis zum Frühjahr des nächsten Jahres in der Brutzelle. Erst im kommenden Jahr schlüpft dann die nächste Generation.
Die meisten einheimischen Sandbienen sind polylektisch, vor allem die häufigen Arten (z. B. A. flavipes, A. fulva, A. gravida, A. haemorrhoa, A. helvola, A. labiata, A. minutula, A. nitida). Einige Arten weisen aber auch Spezialisierung auf einzelne Pflanzen oder Pflanzenfamilien auf. Andrena vaga und A. mitis zum Beispiel sammeln nur den Pollen und Nektar von Weiden, andere nur den von Spargel (A. chrysopus), Zaunrüben (A. florea), Ochsenzunge (A. nasuta), aber auch von Kreuzblütlern (A. lagopus), Doldenblütlern (A. nitidiuscula) oder Schmetterlingsblütlern (A. lathyri). Bei manchen Arten ist der Blütenbesuch ein wertvoller Hinweis zur Artbestimmung, zum Beispiel findet man A. lathyri an Vicia und Lathyrus (beides Fabaceae).

### Phänologie und Saisonalität
Viele einheimische Arten sind im Frühjahr aktiv (z. B. A. mitis, A. praecox), die meisten Arten fliegen in den Monaten April bis Juni, manche aber fliegen sogar bis in den Spätsommer (A. fuscipes).
Die meisten Arten haben eine Generation im Jahr, manche aber zwei (unter anderem A. argentata, A. bicolor, A. dorsata, A. flavipes, A. minutula, A. morio, A. ovatula).

### Pseudokopulationen
Vor allem im Mittelmeergebiet bestäuben die Männchen verschiedener Arten Orchideen der Gattung Ophrys durch sogenannte Pseudokopulation. Die Blüten der Orchideen imitieren Sandbienenweibchen durch Aussehen und Geruch. Den dadurch angelockten Männchen wird beim Kopulationsversuch ein Pollenpaket angeheftet. Zum Beispiel bestäubt A. nigroaenea die Orchidee Ophrys sphegodes, A. fuscosa bestäubt O. mammosa. Auch bei anderen Bienengattungen (z. B. Anthophora, Bombus, Eucera, Colletes, Megachile) kommt Pseudokopulation vor.

## Parasiten

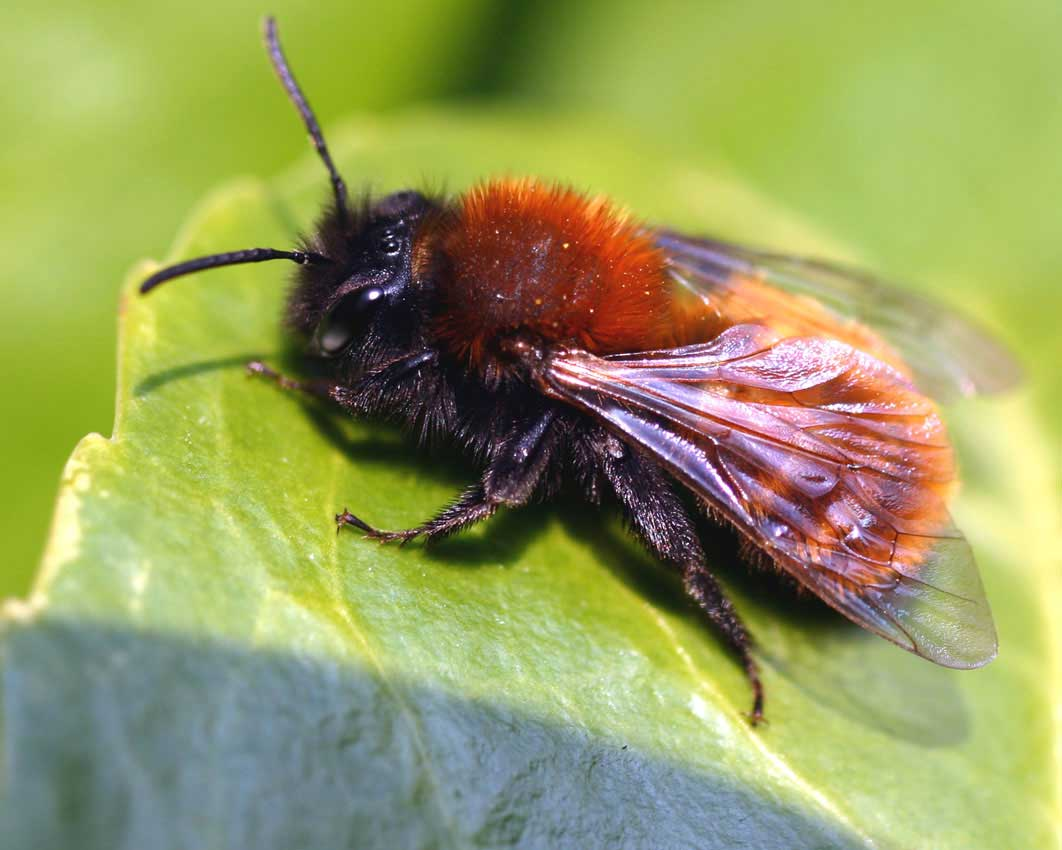
Die Rotpelzige Sandbiene, Andrena fulva (Weibchen)

Wespenbienen (Nomada) und Blutbienen (Sphecodes) legen als Kuckucksbienen ihre Eier in die Nester von Sandbienen, sie sind also Brutschmarotzer. Dabei wird nicht beobachtet, dass die Sandbienen gegenüber den Parasiten aggressives Verhalten zeigen. Außerdem parasitieren Ölkäfer (Meloidae), Wollschweber (Bombyliidae) und Fächerflügler (Strepsiptera) insbesondere der Art Stylops melittae an Sandbienen. Sandbienen, die von Stylops befallen sind, sind steril und verändern ihr Verhalten, ihre Phänologie und Morphologie. Man bezeichnet sie als „stylopisiert“.

## Arten
In Deutschland sind insgesamt 126 Arten von Andrena nachgewiesen. Nach anderer Quelle sind es 132 Arten. In Deutschland, Österreich und der Schweiz sind mindestens 170 Arten bekannt.

Im Folgenden eine Liste von Arten, vorwiegend weit verbreitete nicht seltene Arten (Untergattung nach).

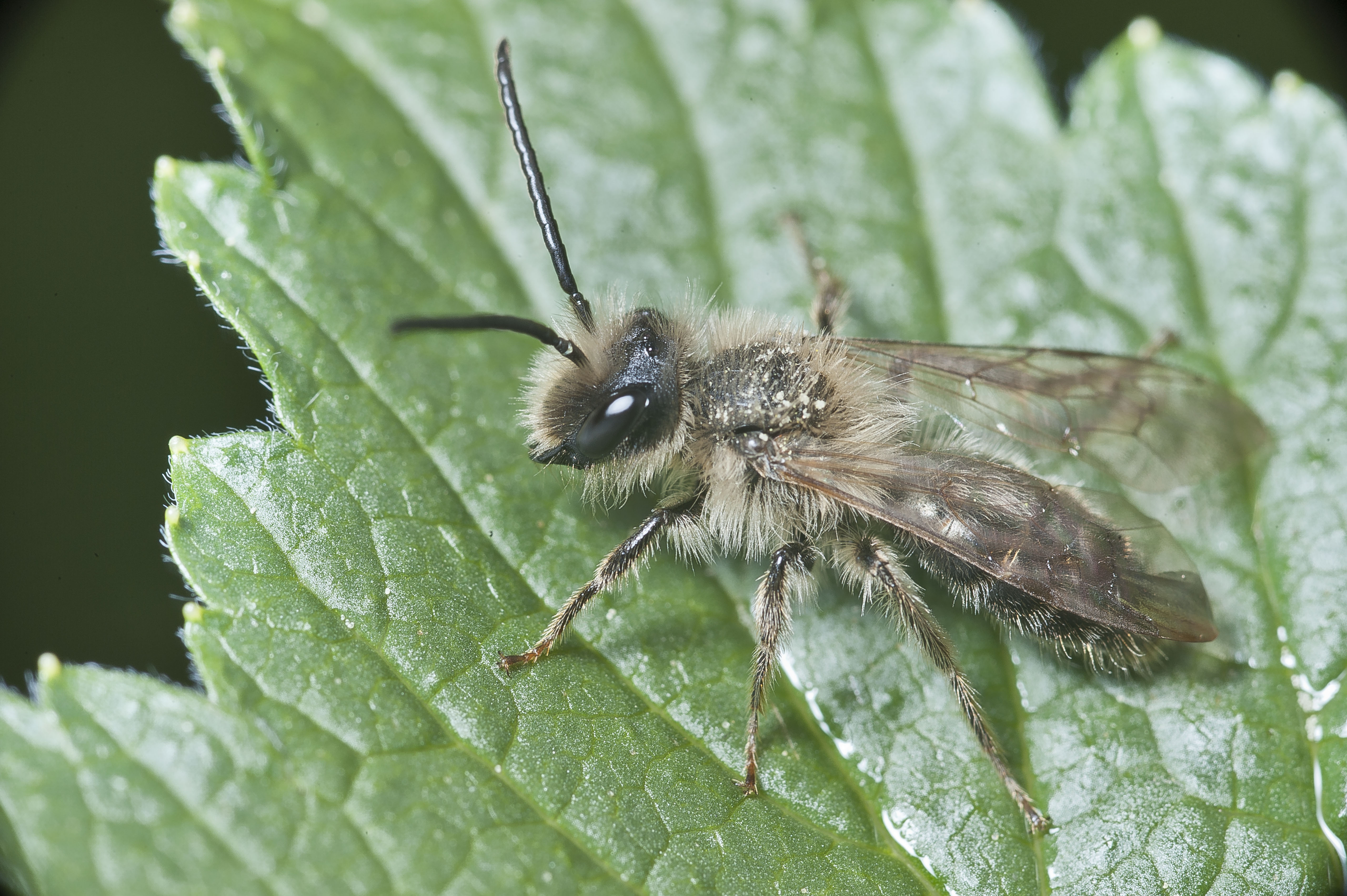
Andrena barbilabris (Männchen)

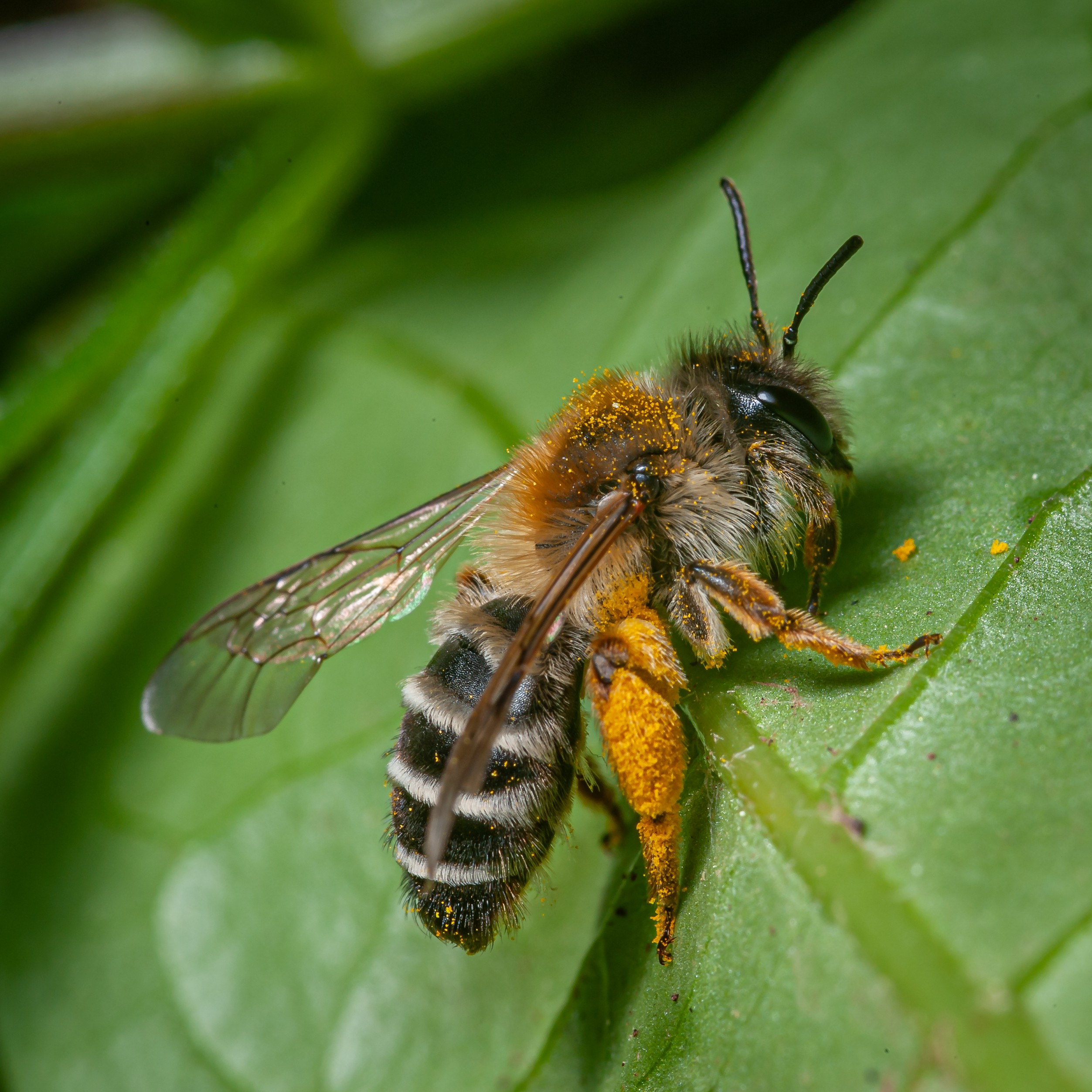
Andrena gravida (Weibchen)

- Senf-Blauschillersandbiene Andrena (Agandrena) agilissima
- Andrena (Ptilandrena) angustior
- Andrena (Micranderena) anthrisci
- Andrena (Leucandrena) barbilabris
- Andrena (Euandrena) bicolor
- Andrena ( Notandrena) chrysosceles
- Graue Sandbiene (Andrena (Melandrena) cineraria)
- Andrena (Andrena) clarkella
- Andrena (Lepidandrena) curvungula
- Andrena (Cnemidandrena) denticulata
- Andrena (Simandrena) dorsata
- Andrena ( Micrandrena) falsifica
- Andrena (Hoplandrena) ferox
- Gemeine Sandbiene (Andrena (Zonandrena) flavipes)
- Andrena (Micrandrena) floricola
- Andrena (Andrena) fucata
- Rotpelzige Sandbiene (Andrena (Andrena) fulva)
- Zaunrüben-Sandbiene (Andrena (Poliandrena) florea)
- Andrena (Chrysandrena) fulvagoAndrena hattorfiana (Weibchen)
- Andrena (Cnemidandrena) fuscipes
- Andrena (Zonandrena) gravida

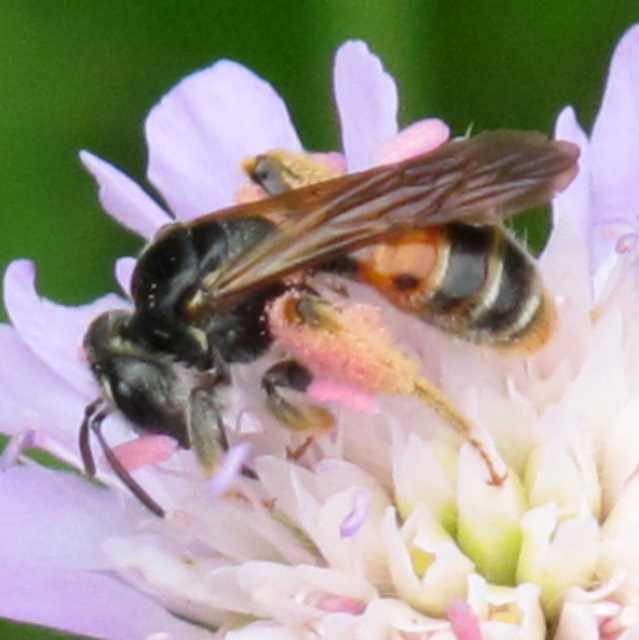
Andrena hattorfiana (Weibchen)

- Rotschopfige Sandbiene (Andrena (Trachandrena) haemorrhoa)
- Knautien-Sandbiene (Andrena (Charitandrena) hattorfiana)
- Andrena (Andrena) helvola
- Andrena (Chlorandrena) humilis
- Andrena (Taeniandrena) intermedia
- Andrena (Holandrena) labialis
- Andrena (Poecilandrena) labiata
- Andrena (Biareolina) lagopus
- Andrena (Andrena) lapponica
- Andrena nitida (Weibchen)Andrena (Taeniandrena) lathyri

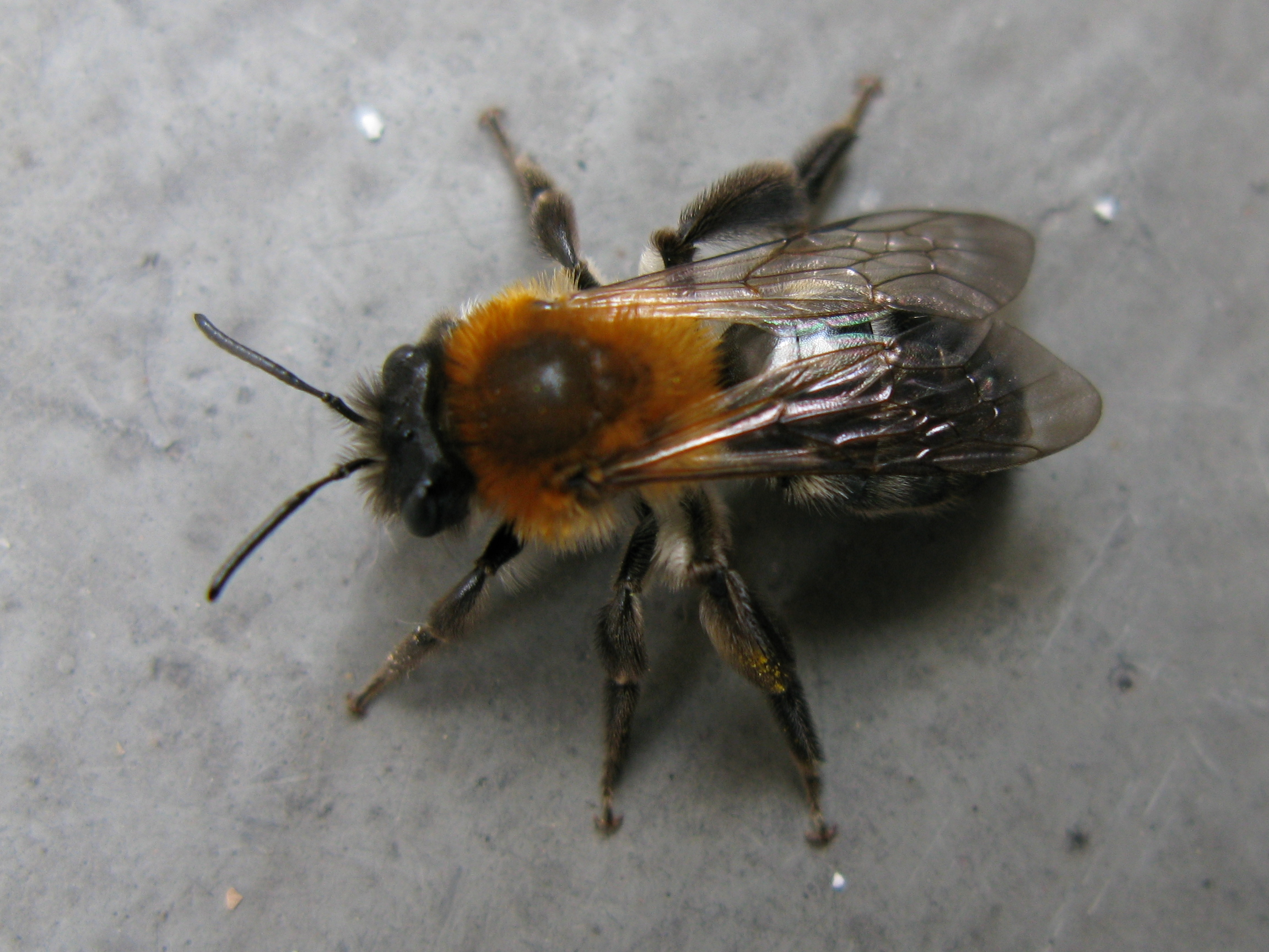
Andrena nitida (Weibchen)

- Andrena (Micrandrena) minutula
- Andrena (Micrandrena) minutuloides
- Andrena (Andrena) mitis
- Andrena (Melandrena) nitida
- Andrena (Notandrena) nitidiuscula
- Andrena (Melandrena) nigroaenea
- Andrena (Andrena) nycthemera
- Andrena (Taeniandrena) ovatula
- Andrena (Lepidandrena) pandellei
- Andrena (Plastandrena) pilipesAndrena vaga (Weibchen)
- Andrena (Andrena) praecox
- Andrena (Proxiandrena) proxima
- Andrena (Lepidandrena) rufizona

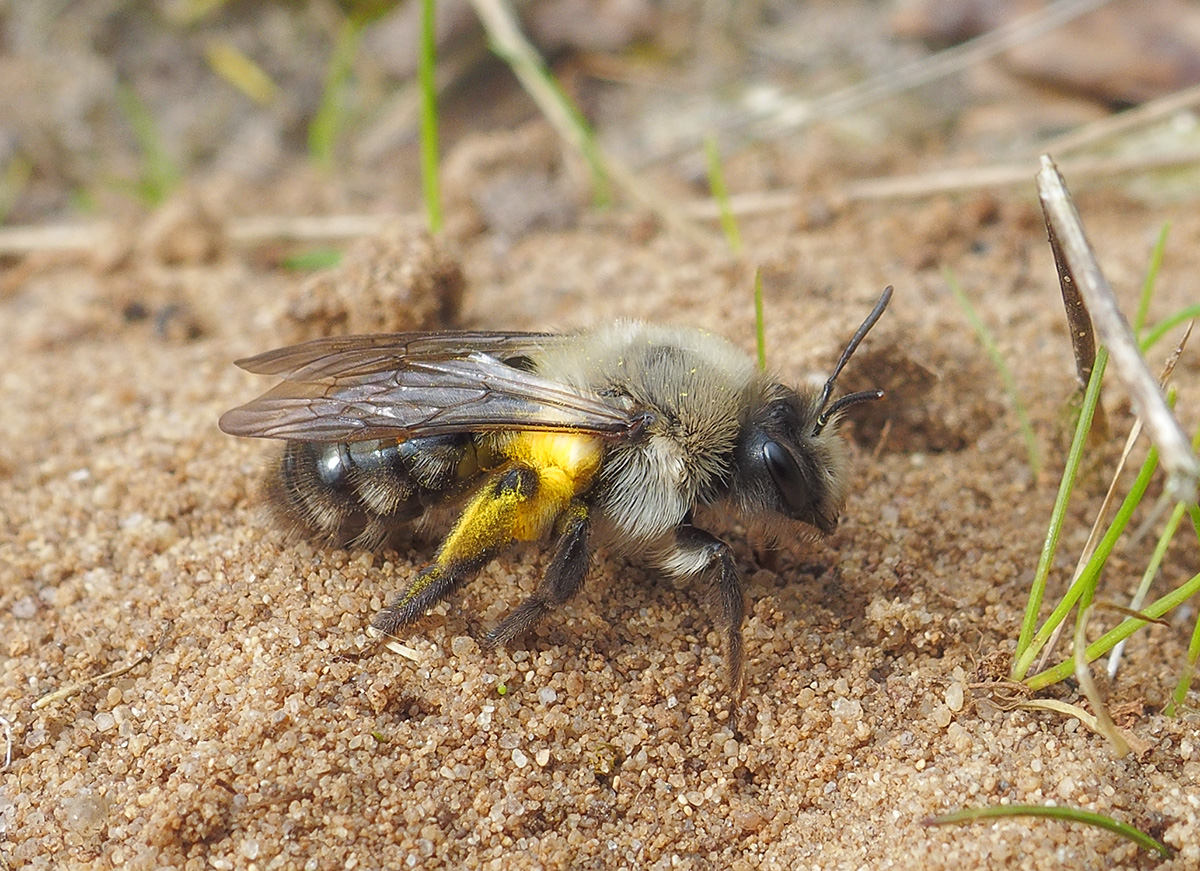
Andrena vaga (Weibchen)

- Andrena (Hoplandrena) scotica (A. carantonica)
- Andrena (Taeniandrena) similis
- Andrena (Micrandrena) strohmella
- Andrena (Micrandrena) subopaca
- Andrena (Plastandrena) tibialis
- Weiden-Sandbiene (Andrena (Melandrena) vaga)
- Andrena (Andrena) varians
- Andrena (Larandrena) ventralisAndrena minutula (Männchen)

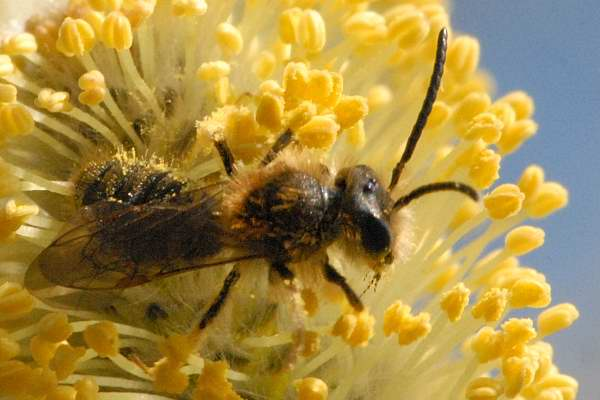
Andrena minutula (Männchen)

- Andrena (Poecilandrena) viridescens
- Andrena (Taeniandrena) wilkella

## Systematik
Die Gattung Andrena zählt innerhalb der Familie Andrenidae zur Unterfamilie Andreninae. Innerhalb der Andreninae gibt es folgende Gattungen (in Klammern Anzahl der Arten): Ancylandrena (5, Nordamerika), Euherbstia (1, Chile), Megandrena (2, Nordamerika), Orphana (2, Südamerika), Cubiandrena (2, Palaearktis/Palaeotropis), Alocandrena (1, Peru) und Andrena mit mehr als 1.500 Arten. Die Gattung Andrena ist die Schwestergruppe von Alocandrena. Diese beiden sind die Schwestergruppe von (Euherbstia + (Orphana + (Ancylandrena + Megandrena))).
Auf Grund der außerordentlich großen Artenzahl wird die Gattung Andrena in über 100 Untergattungen aufgeteilt (17 holarktische, 51 palaearktische, 32 nearktische und eine orientalische), aber es gibt eine Reihe von Arten, bei denen nicht klar ist, zu welcher Untergattung sie gehören. Die Gattung ist vermutlich im Mittelmeergebiet oder Zentralasien entstanden und dürfte sich gegen Ende der Kreidezeit und im frühen Tertiär verbreitet haben.
Auch bei den einheimischen Arten gibt es noch eine Reihe von taxonomischen und nomenklatorischen Fragen, die noch ungeklärt sind. Es zum Beispiel ist nicht klar ob A. confinis und A. congruens, oder A. propinqua und A. dorsata zwei getrennte Arten oder eine Art sind, oder auch der gesamte Artenkomplex A. curtula-pauxilla-pusilla-spreta muss noch weiter untersucht werden.

## Sandbienen und Mensch
Bestäubung: Sandbienen sind wie viele Wildbienen oft von großer ökologischer Bedeutung für die Bestäubung, also von großem Nutzen. Nach Westrich sind die Sandbienen sehr effektive Bestäuber zum Beispiel von Stachelbeeren, Johannisbeeren, Erdbeeren, Himbeeren, Heidelbeeren und Obstbäumen.
Gefährdung: Von den 126 Arten in Deutschland sind nach der Roten Liste 10 Arten ausgestorben oder vom Aussterben bedroht (RL 0 bzw. 1), 20 Arten sind stark gefährdet (RL 2), weitere 20 gefährdet (RL 3), lediglich 36 Arten sind nicht gefährdet.
Gefährlichkeit: Sandbienen sind für Menschen völlig ungefährlich, ihr Stachel ist so weich, dass er die menschliche Haut nicht durchdringt. Man kann also die Sandbienen ohne Gefahr auch aus der Nähe beobachten.